# 61 (szám)
A 61 (hatvanegy) a 60 és 62 között található természetes szám.

## A szám a matematikában
A tízes számrendszerbeli 61-es a kettes számrendszerben 111101, a nyolcas számrendszerben 75, a tizenhatos számrendszerben 3D alakban írható fel.
A 61 páratlan szám, prímszám, kanonikus alakja 611, normálalakban a 6,1 · 101 szorzattal írható fel. Két osztója van a természetes számok halmazán, ezek növekvő sorrendben: 1 és 61.
Az 59-cel ikerprímpárt alkot. A 9. Mersenne-prímkitevő. (261 − 1 = 2 305 843 009 213 693 951). Pillai-prím.
Első típusú köbös prím.
Középpontos négyzetszám. Középpontos hatszögszám. Középpontos tízszögszám.
A fortunátus számok listájában háromszor szerepel, mivel a 10., 12. és 17. primoriálishoz 61-et adva prímszámot kapunk (méghozzá 6 469 693 291, 7 420 738 134 871 és 1 922 760 350 154 212 639 131).
A 61 hat szám valódiosztóösszeg-függvényeként áll elő, ezek a 371, 611, 731, 779, 851 és 899.

## A tudományban
- A periódusos rendszer 61. eleme a prométium.